# El Corral d'en Morell
El Corral d'en Morell és una obra de Cadaqués (Alt Empordà) inclosa a l'Inventari del Patrimoni Arquitectònic de Catalunya.

## Descripció
Situat al nord del nucli urbà de la població, al marge dret de la carretera que porta al Cap de Creus, davant de la parcel·la 18, entre la cala de Portlligat i la del Jonquet, a l'est.
Corral cobert format per dos cossos de planta rectangular disposats en paral·lel, edificats en un terreny en pendent, provocant que l'edifici del sector nord sigui més alt que l'edifici sud. Les teulades són d'una sola vessant, tot i que la del sud està esfondrada. En origen, aquest cos era obert per mitjà de dues gran arcades de mig punt, bastides amb pedra disposada a sardinell, les quals es troben actualment tapiades. La façana est presenta dues portes rectangulars també tapiades. Tota la construcció està bastida amb rebles de pissarra i morter de calç, amb rastres del revestiment que presentava el parament exterior.
Davant del corral, hi ha una esplanada destinada al bestiar, amb restes de parets seques i part d'una tanca metàl·lica moderna.

## Història
Edifici destinat a tenir-hi el bestiar, amb departaments per als porcs, els conills (conillar), les gallines (galliner amb ponedors), els coloms (colomar amb nials), etc.
El corral d'en Morell és un indret que té un paper transcendent en la narració de Josep Pla titulada "Pa i raïm". Ha estat publicada per darrera vegada al volum 2, "aigua de mar" de les Obres Completes d'aquest autor (Ed. Destino, Barcelona, 1966).